# Beverly Johnson (escalade)
Pour les articles homonymes, voir Beverly Johnson et Johnson.
Beverly Johnson, née en avril 1947 à Annapolis (Maryland) et morte dans un accident d'hélicoptère le 3 avril 1994 dans la Chaîne Ruby (Nevada), est une alpiniste et aventurière américaine. Elle est connue dans le milieu de l'escalade pour avoir réalisé la première ascension féminine d'El Capitan avec Sybille Hetchel en 1973 puis la première ascension féminine en solo de cette paroi en 1978. Ses aventures au début des années 1980 l'amènent également à traverser en kayak et en solitaire le détroit de Magellan et à ski le Groenland. Elle meurt lors d'un accident d'hélicoptère au cours d'un séjour d'héliski. 

## Biographie

### Jeunesse

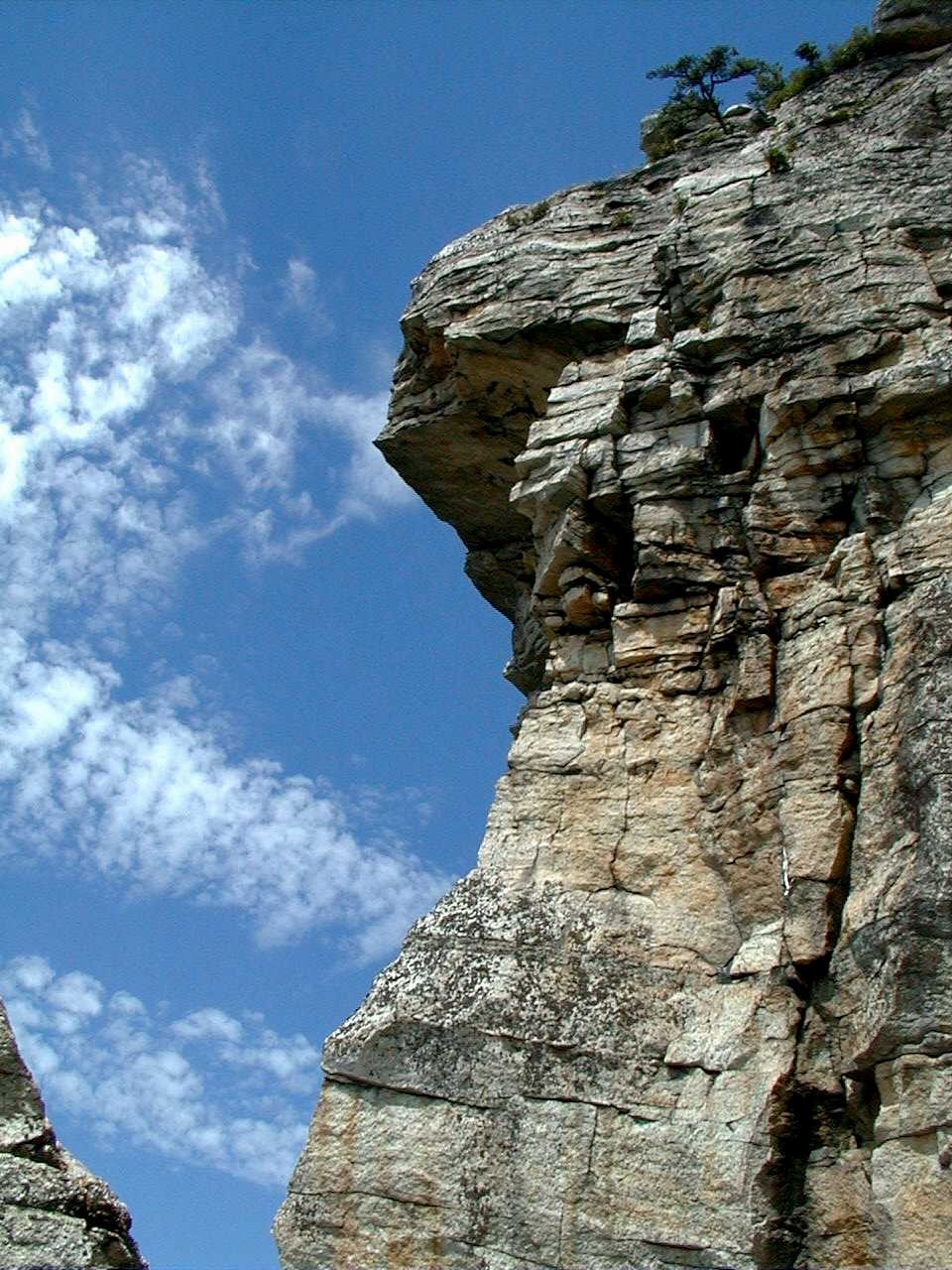
Falaise dîte Castle Point à Shawangunk Ridge.

Beverly Johnson est née en avril 1947 à Annapolis dans le Maryland. Issue d'une famille de la classe moyenne américaine, son père est officier de marine et sa mère est femme au foyer, Beverly Johnson grandit principalement dans le comté d'Arlington en Virginie. Enfant, l'Américaine apprécie la nature, notamment l'océan, et pratique plusieurs sports dont la gymnastique.  
Après avoir obtenu son diplôme au lycée de Yorktown en 1965, elle poursuit de brillantes études à l'Université d'État de Kent (Ohio),. Durant cette période, la jeune femme pratique la randonnée et commence à fréquenter le club d'alpinisme local. Elle s'initie ainsi l'escalade à Shawangunk Ridge. Après avoir rejoint l'université de Californie du Sud, Beverly Johnson découvre le Yosemite et devient l'une des grimpeuses régulières du site.

### Escalade et aventure

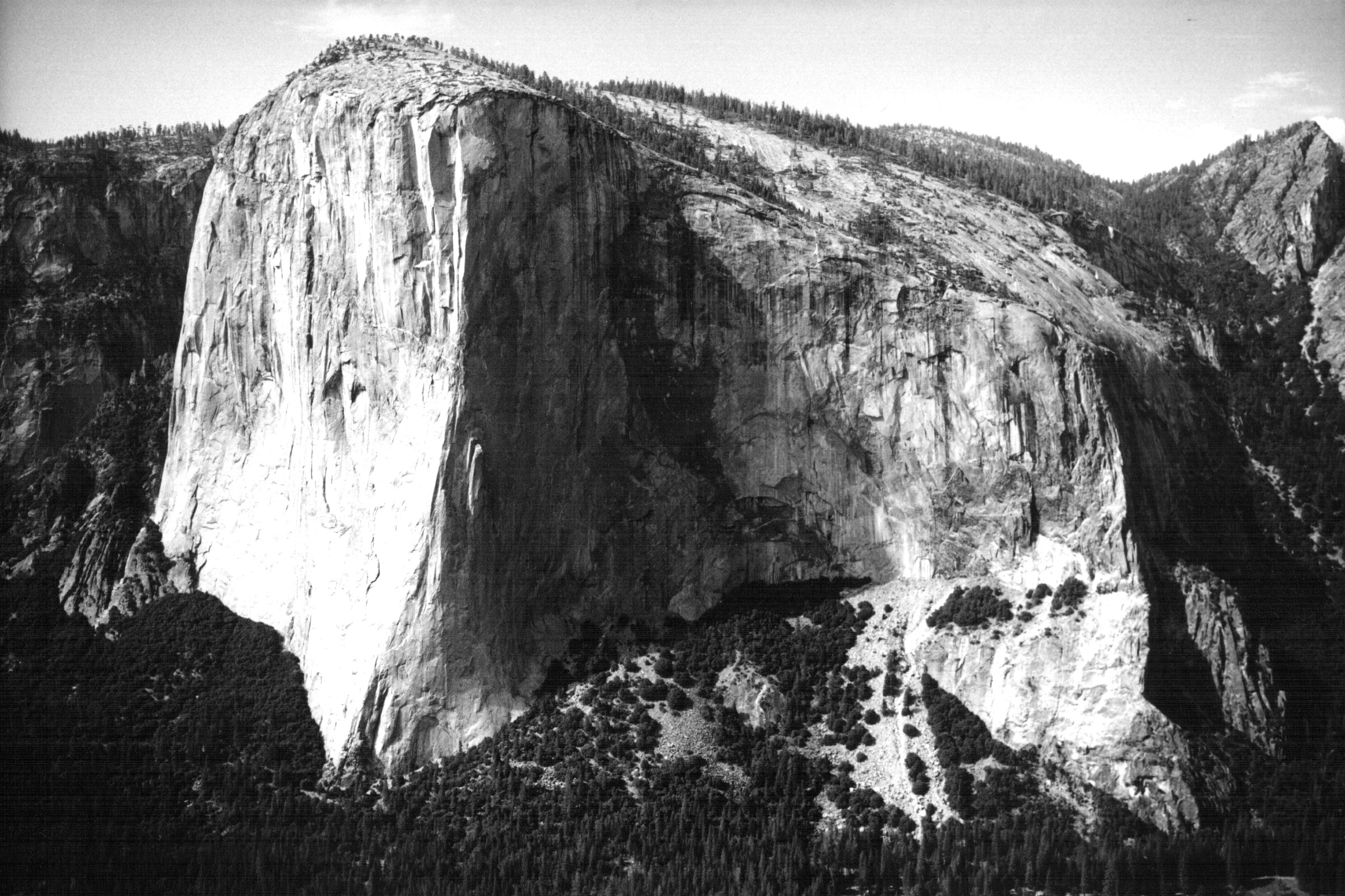
Vue sur la falaise El Capitan (1965). Le Salathé Wall est sur la gauche au soleil. Le Dihedral Wall ainsi que les voies Triple Direct et The Nose se trouve sur cette paroi (The Nose est sur l'arrête entre les parois au soleil et à l'ombre, au milieu gauche de la photographie).

Attirée par la nature, la jeune femme occupe des emplois comme la confection de parkas ou l'enseignement du ski de fond (Sun Valley). Elle déménage toutefois dans le Yosemite et travaille dans la recherche, le sauvetage et la lutte contre les incendies. Elle devient ainsi la première femme à diriger une équipe de pompiers dans ce district.  
À la fin des années 1960, la jeune Américaine rencontre son futur mari Mike Hoover lors de courses d'escalade dans le Yosemite. Toutefois, les deux grimpeurs ne commenceront à se fréquenter que plus tard, lors d'une expédition au Venezuela.  
Beverly Johnson commence à marquer les sports d'aventure et notamment l'escalade à partir des années 1970. En 1973, elle réalise avec Sybille Hetchel la première ascension féminine d'El Capitan. Les deux jeunes femmes empruntent à cette occasion la voie Triple Direct. La même année, encordée avec Dan Asay, elle escalada la célèbre voie The Nose. En 1978, l'Américaine marque le Yosemite de son empreinte en réalisant la première ascension féminine en solo du Dihedral Wall d'El Capitan. Ces ascensions notables font d'elle la grimpeuse référence pour les jeunes femmes américaines qui s'inspirent de ses exemples. Lynn Hill, qui deviendra la première personne à gravir The Nose en escalade libre tous sexes confondus, est ainsi fortement inspirée par Beverly Johnson dans ses jeunes années.  

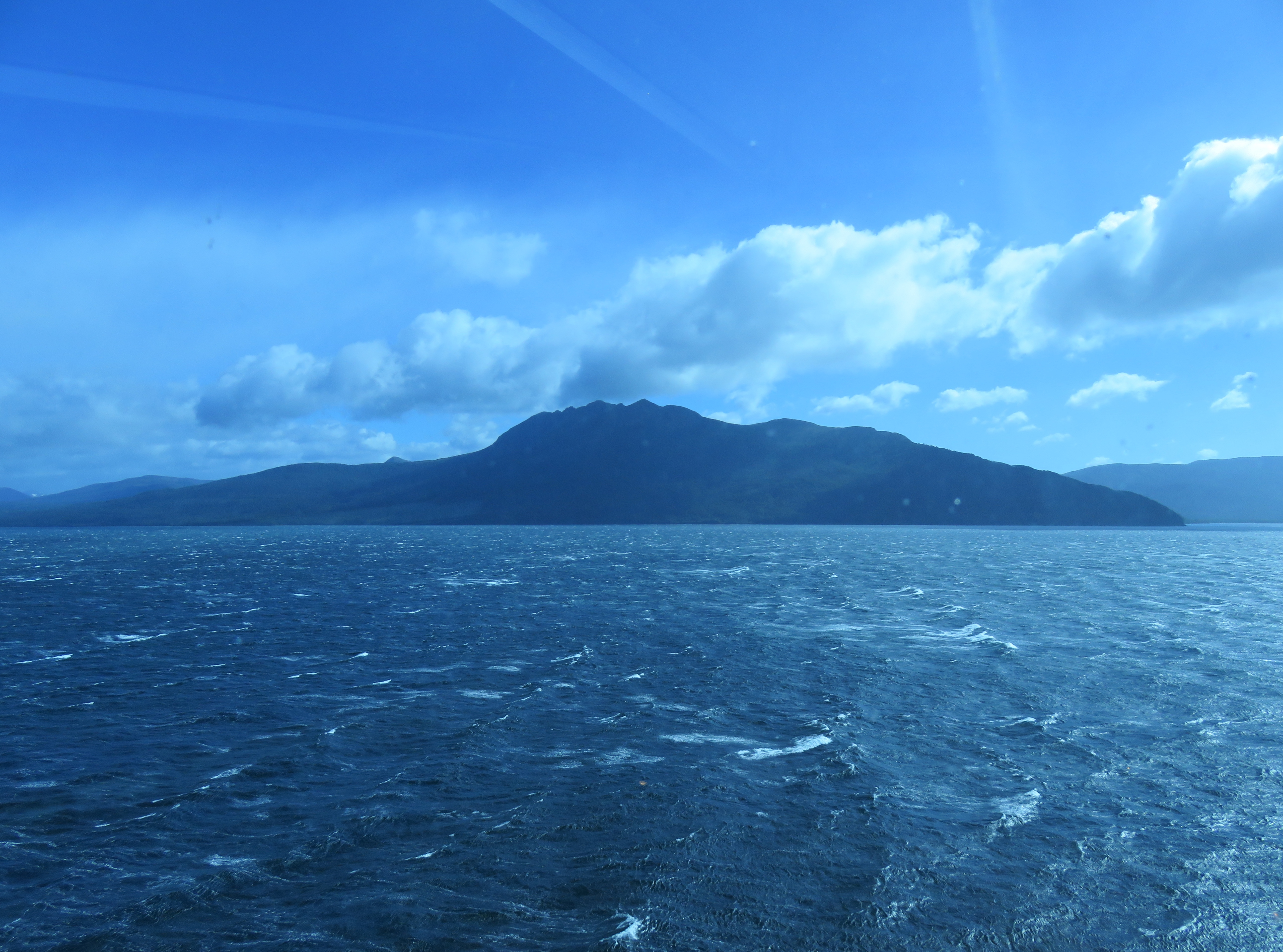
Vue sur les eaux du détroit de Magellan (2015).

Après ces réalisations, Beverly Johnson se tourne vers d'autres réalisations dans le domaine de l'aventure,. Elle réalise de nombreuses premières et performances notables dans des milieux extrêmes. Au début des années 1980, elle réalise une traversée du détroit de Magellan en kayak et en solitaire ainsi que la traversée à ski du Groenland (1984). Elle parcourt également le détroit de Béring en planche à voile. Parallèlement à ces expéditions, l'Américaine entame une carrière de documentariste. Pilote confirmée, elle est la première à effectuer un vol en autogire en Antarctique.

### Mort
Au printemps 1994, Beverly Johnson participe à un séjour d'héliski dans les montagnes de la Chaîne Ruby dans le Nevada,. Son groupe doit faire face à des conditions climatiques peu clémentes qui gênent les rotations héliportées. Lors d'une fenêtre de décollage le 3 avril, l'appareil dans lequel se trouve l'Américaine rencontre un problème moteur et s'écrase au niveau de Canyon Thorpe Creek au sud de Lamoille. Tandis que son mari Mike Hoover survit à ses blessures, Beverly Johnson ainsi que Frank Wells (un haut responsable de The Walt Disney Company) sont tués sur le coup.